# فانيسا وايت
فانيسا كارين وايت (بالإنجليزية: Vanessa Karen White)‏ هي مغنية وكاتبة أغاني وراقصة وممثلة إنجليزية ولدت في يوم 30 أكتوبر 1989 في بلدة يوفل في سومرست في إنجلترا، وايت هي إحدى عضوات فرقة ذا ساتردايس البريطانية الأيرلندية وتعتبر أصغر عضوات هذه الفرقة وهي من أصل فلبيني.

## روابط خارجية
- فانيسا وايت على موقع IMDb (الإنجليزية)
- فانيسا وايت على موقع ميوزك برينز (الإنجليزية)
- فانيسا وايت على موقع أول ميوزيك (الإنجليزية)
- فانيسا وايت على موقع ديسكوغز (الإنجليزية)
- فانيسا وايت على موقع قاعدة بيانات الفيلم (الإنجليزية)